# Kirgistan na Zimowych Igrzyskach Olimpijskich 1994
Kirgistan na Zimowych Igrzyskach Olimpijskich 1994 reprezentowała jedna zawodniczka.

## Biathlon
Kobiety
- Jewgienia Roppel
  - Sprint na 7,5 km - 66. miejsce
  - Bieg na 15 km - 67. miejsce